# Barras (Alpes-de-Haute-Provence)
Barras ist eine südfranzösische Gemeinde mit 142 Einwohnern (Stand 1. Januar 2022) im Département Alpes-de-Haute-Provence in der Region Provence-Alpes-Côte d’Azur. Sie gehört zum Arrondissement Digne-les-Bains und zum Kanton Digne-les-Bains-2. Die Einwohner nennen sich Barrassiens.

## Geographie
Das Dorf liegt auf 625 m. Das Flüsschen Duyes bildet im Osten die Gemeindegrenze und entwässert in südlicher Richtung zur Bléone.
Die angrenzenden Gemeinden sind Thoard im Norden, Champtercier und Aiglun im Osten, Mirabeau im Süden sowie Château-Arnoux-Saint-Auban und Volonne im Westen.

## Bevölkerungsentwicklung
| Jahr      | 1962 | 1968 | 1975 | 1982 | 1990 | 1999 | 2008 | 2012 |
| --------- | ---- | ---- | ---- | ---- | ---- | ---- | ---- | ---- |
| Einwohner | 113  | 109  | 93   | 84   | 111  | 121  | 156  | 145  |